# Olszownica (Gardzienice-Kolonia)
Olszownica – część wsi Gardzienice-Kolonia w Polsce położona w województwie mazowieckim, w powiecie lipskim, w gminie Ciepielów.
W latach 1975–1998 miejscowość administracyjnie należała do województwa radomskiego.